# Anthony Scott Burns
Anthony Scott Burns, né le 9 mai 1977, est un cinéaste, artiste d'effets visuels et musicien canadien. 
Après avoir commencé sa carrière cinématographique en tant qu'artiste d'effets visuels et réalisateur, il réalise depuis 2015 trois longs métrages en pré-production : Dark Matter, Holidays et Alpha de Plan B Entertainment. Il publie également de la musique sous le surnom de Pilotpriest. Son film, Notre maison, est sorti en 2018.

## Carrière
Anthony Scott Burns est né à Kitchener, Ontario en 1977. Très jeune, il s'intéresse au cinéma et se lance dans la construction de petits films qu'il baptise « univers parallèles ». Il commença à travailler sur des films à l'âge de 16 ans et à 18 ans, il réalisait des films; plusieurs de ses courts métrages remportant des prix locaux. 
À 18 ans, il déménage à Toronto où il décroche un emploi dans une entreprise de design de boutique et est ensuite embauché par MTV Canada en tant que concepteur principal.[réf. nécessaire] Plus tard[Quand ?], Burns a commencé à réaliser des publicités et à effectuer des effets visuels sur plusieurs tournages[réf. nécessaire]. Pendant qu'il travaille avec MTV, il supervise la création et la direction de tous les interstitiels à l'antenne de MTV au Canada.
En mai 2011, après avoir visionné certaines des œuvres que Burns avait créées au fil des ans, Helios Productions annonce engager Burns pour réaliser un thriller/long métrage de science-fiction intitulé Dark Matter, écrit par Hugh Sterbakov. Le tournage débute en novembre 2011 au Canada.  
En 2012, Burns est basé à Toronto. Il est alors superviseur des effets visuels de The Last Will and Testament of Rosalind Leigh, et en septembre, il sort la bande-annonce d'Epoch, un court métrage construit à partir d'images pour un clip vidéo.  En 2013, il continue à faire des courts métrages commerciaux et des bandes-annonces pour son court métrage narratif: Manifold (septembre 2013). Manifold est un « récit tech-noir »  et mettant en vedette Stephen McHattie et Greg Calderone. La version en ligne de Manifold fut sélectionné par le personnel de Vimeo et fut nommé « Short of the Week » sur ShortoftheWeek.com en janvier 2014.
En novembre 2014, Burns est engagé pour réaliser le thriller de science-fiction Alpha, produit par Brad Pitt et Plan B Entertainment. En février 2015, XYZ Films l'engage, comme coréalisateur, pour le film d'anthologie Holidays, aux côtés de réalisateurs tels que Scott Stewart, Nicholas McCarthy, Kevin Smith. 
Selon vice.com, Burns a réalisé un film intitulé Breathing et a engagé Bronwyn Griffin et Austin Garrick (« Electric Youth ») pour en composer la bande originale. Cependant, en raison de différences dans la direction créative pendant la post-production, Burns quitte le projet, suivi de peu par Electric Youth. Ils ont ensuite choisi de sortir la partition composée de 23 titres, dans un album intitulé Breathing (Original Motion Picture Soundtrack From A Lost Film). Selon le groupe, une version du film est encore à venir, mais avec un montage différent, une bande-son différente et probablement un titre différent. Ce film est probablement devenu Notre maison.

## Filmographie

### Effets visuels
- 2012 : La Dernière Volonté et le Testament de Rosalind Leigh
- 2012 : Époque, court-métrage
- 2013 : Le Dernier Exorcisme : Part II

### Réalisateur
- 2012 : Époque, court-métrage
- 2013 :  Collecteur
- 2014 : Darknet, série télévisée
- 2018 : Notre maison
- 2020 : Come True

### Scénariste
- 2012 : Époque, court-métrage
- 2013 :  Collecteur
- 2020 : Come True

### Monteur
- 2013 :  Collecteur
- 2013 : L'homme volant

### Directeur de la photographie
- 2013 : Collecteur
- 2013 : L'homme volant
- 2014 : Darknet, série télévisée

### Acteur
- 2013 : Anges, Antiquités & Apparitions

### Directeur
- 2016 : Vacances